# Список заслуженных тренеров СССР (академическая гребля)
Почётное спортивное звание, присваивалось в 1956—1992 годах.
| 1956 год |                               |            |                         |           |                 |  |
| 1        | Кабанов Евгений Леонидович    | 04.08.1956 | ??.??.???? — ??.??.1991 | Москва    |                 |  |
| 2        | Савримович Вера Александровна | 04.08.1956 |                         | Ленинград |                 |  |
| 3        | Сергеев Пётр Александрович    | 04.08.1956 |                         | Москва    |                 |  |
| 4        | Пахомов Петр Алексеевич       | ??.??.1956 | 01.07.1902 — 23.03.1984 |           |                 |  |
| 1957 год |                               |            |                         |           |                 |  |
| 1        | Бречко Борис Силович          | ??.02.1957 |                         | Ленинград | «Красное знамя» |  |
| 2        | Демьянов Игорь Янович         | ??.02.1957 | ??.??.1924 — ??.??.1999 | Москва    | «Красное знамя» |  |
| 1960 год |                               |            |                         |           |                 |  |
| 1        | Самсонов Евгений Борисович    | ??.??.1960 |                         |           |                 |  |
| 1961 год |                               |            |                         |           |                 |  |
| 1        | Томилина Ольга Петровна       | ??.02.1961 | 11.07.1904 — 20.09.1969 | Москва    | «Труд»          |  |
| 1964 год |                               |            |                         |           |                 |  |
| 1        | Путырский Кирилл Борисович    | ??.07.1964 |                         | Ленинград | «Труд»          |  |

## 1965
- Вайткявичюс, Ричардас И. 1933
- Поляков, Игорь Николаевич

## 1967
- Плаксин, Михаил Андреевич

## 1969
- Морозов, Евгений Михайлович

## 1970
- Санина, Наталья Сергеевна

## 1971
- Тюкалов, Юрий Сергеевич
- Чеснов, Вячеслав Михайлович 6.3.1939 — 27.8.2003

## 1972
- Сиротинский, Евгений Владимирович

## 1973
- Схиртладзе, Борис Мильтонович

## 1976
- Зубов, Анатолий Петрович
- Драчевский, Леонид Владимирович
- Ширяева, Раиса Ильинична

## 1978
- Алексеенко, Эдуард Михайлович
- Захарова, Тамара Дмитриевна

## 1979
- Голованов, Олег Сергеевич
- Круминя, Элза Фрицевна 1928

## 1980
- Беленков, Анатолий Борисович
- Вилков, Юрий Александрович
- Коноплева, Александра Ивановна

## 1981
- Бахарев, Петр Арсентьевич
- Галков, Виталий Александрович
- Иванов, Олег Васильевич
- Каневский, Леонид Ильич
- Лин, Эдуард Оскарович
- Потабенко, Виктор Васильевич
- Рожков, Вячеслав Михайлович
- Рожков, Михаил Михайлович
- Рудженис, Римантас Стасевич 9.7.1956
- Страздиньш, Угрис Улдович 1949
- Чернов, Пётр Константинович

## 1984
- Гринько, Игорь Константинович
- Коломийцев, Владимир Федорович
- Микшис, А. А.
- Михайлов О. А.
- Ульянов, Сергей Михайлович 1946

## 1986
- Волощук, Олег Иванович 28.05.1951
- Воронков, Александр Б. 1949
- Калегина, Валентина Васильевна
- Купчинскас Г.
- Чесноков, Евгений Геннадьевич

## 1987
- Синельников, В

## 1990
- Леппик, Микел 27.10.1932[7]

## 1991
- Злобин, Николай Семенович 02.12.1933[8]

## неизв
- Алешин, Виктор Степанович
- Дидук, Виктор Иванович
- Ильин, Анатолий Иванович 1937
- Ильина, Ольга Степановна 1922
- Лосавко, Георгий С.[9]
- Прокопенко, Валерий Александрович
- Смирнов, Алексей Дмитриевич 1908
- Тимошинин, Александр Иванович
- Тимошинин, Иван Трофимович